# Петровское (Комсомольский район)
 Петровское — деревня в Комсомольском районе Ивановской области. Входит в состав Подозёрского сельского поселения.

## География
Находится в западной части Ивановской области на расстоянии приблизительно 21 км на север-северо-запад по прямой от районного центра города Комсомольска.

## История
Деревня наносилась на карту еще 1808 года. В 1859 году здесь (тогда деревня в составе Шуйского уезда Владимирской губернии) был учтен 21 двор.
В 1863 году в деревне начал работу Кожевенный завод крестьянина Ивана Александровича Павлычева, впоследствии - Кожевенный завод Торгового Дома И.А.Павлычева с сыновьями. Завод советской властью национализирован, сгорел в 1937 году.

## Население
Постоянное население составляло 161 человек (1859 год), 2 в 2002 году (русские 100 %), 3 в 2010.